# Cash Machine
Cash Machine è un singolo degli Hard-Fi, pubblicato nel 2005 come primo estratto dall'album Stars of CCTV. Il brano è entrato anche nella classifica italiana, piazzandosi al 26º posto, mentre nel Regno Unito ha raggiunto il 14º posto. È stato interpretato al concerto del 1º maggio del 2006. Inoltre è stato presentato dal gruppo al Festivalbar dello stesso anno insieme all'altro successo Hard to Beat.

## Video
Esistono tre differenti video per questa canzone

### Versione originale
Il video è caratterizzato da inquadrature della band che suona in un campo di grandi dimensioni vicino ad un aeroporto con gli aerei che volano al di sopra delle loro teste. Esso contiene un riferimento esplicito ai loro idoli Clash: durante lo spettacolo in campo, Archer tira fuori una maschera di Stephens (chiaro riferimento al video di "Rock the Casbah" nel quale Joe Strummer si maschera da Mick Jones).

### Versione ATM
Questo è il secondo video fatto, ma è quello più utilizzato in televisione. Ciò a causa di molti canali televisivi che non avrebbe mandato in onda uno degli altri due perché caratterizzati da troppa attività illegale. Questo video è una interpretazione più letterale del testo della canzone (per esempio, Archer utilizzando un telefono cellulare cantando "cerco di telefonare ad un amico - il mio credito è in rosso "). Essa mostra anche l'interno di un bancomat gestito da esseri umani in miniatura, tra cui i quattro membri della band, che lavorano in condizioni che rasentano la schiavitù in una miniere di carbone.

### Versione alternativa
Il terzo video è una versione a luci rosse che la band mise come download per i telefoni cellulari ed è ancora disponibile su iTunes. Il video inizia con Archer che ottiene una banconota da un distributore automatico dandola ad un amico. L'amico la usa per comprare una birra. Il barista continua il viaggio della banconota nella tasca posteriore e la usa per l'acquisto della droga. Lo spacciatore raccoglie i soldi e li cambia con un altro uomo. Il portafoglio dell'uomo che l'ha cambiata viene schiacciato da una donna e dato a un altro uomo, che prende la banconota e la porta in uno stripclub. Il seno di una stripper (pixelato) dopo che si toglie il reggiseno è mostrato in primo piano, mentre l'uomo tiene la banconota durante lo "spettacolo", pregandola di denudarsi completamente. La spogliarellista prende la banconota, ma le viene portata via dal proprietario del club. Il proprietario la lascia cadere accidentalmente nel vicolo dietro il club, dove viene ritrovata da Archer. Dopo aver esaminato per pochi secondi, se ne va con essa e il video finisce. Archer è l'unico degli Hard-Fi ad apparire in questo video.